# Voltolino Fontani
Voltolino Fontani (né en 1920 à Livourne, mort en 1976) est un peintre italien du XXe siècle.

## Biographie
Fontani a été le fondateur du mouvement atomique de l'Eaismo, en 1948. Il a anticipé Salvador Dalí qui a créé le Manifesto Mistico en 1951 et Enrico Baj, qui a réalisé le Manifesto della pittura nucleare dans la même année (1951),

## Œuvres
- Ineluttabile, 1937
- La canzone degli anni perduti, 1937
- Gli errori, 1951
- Questione biologica, 1951
- La capra, 1956
- Frattura e coesione, 1966
- Traslazione di Cristo, 1974